# María Luisa Femenías
María Luisa Femenías (Buenos Aires, 18 de agosto de 1950) es una filósofa feminista argentina, académica, investigadora y escritora. Pionera en los estudios de género en Argentina, en sus proyectos de investigación ha trabajado la noción de sujeto e identidad centrándose en cuestiones de multiculturalidad, exclusión y conocimiento situado además de sobre la violencia contra las mujeres en América Latina. Su trabajo fue clave para la consolidación del “Centro Interdisciplinario de Estudios de Género” de la Universidad Nacional de la Plata. En 2016 recibió el premio nacional Fundación Konex.

## Trayectoria
Estudió Filosofía en la Universidad de Buenos Aires y se doctoró en Filosofía Teórica en la Universidad Complutense de Madrid con una tesis dirigida por Celia Amorós sobre el pensamiento aristotélico publicada en 1996 con el título de Interioridad y Exclusión: Un modelo para desarmar (Buenos Aires, 1996). En 1990-1991 fue miembro del seminario Feminismo e Ilustración creado por Celia Amorós.
Ha desarrollado su trayectoria académica en la Universidad Nacional de La Plata. Fue catedrática de Antropología filosófica en la Facultad de Humanidades y Ciencias de la Educación (1997-2016)  y de Derechos Humanos de las Mujeres (2011-2019) en la Facultad de Derecho de la misma universidad. En la actualidad es Profesora Consulta de la Universidad Nacional de La Plata. También imparte cursos y conferencias en América Latina y Europa: ha sido profesora visitante de la Freie Universität Berlin, la Université de Toulouse, Berkeley y Perugia. Además obtuvo becas Fulbright, Erasmus, Complutense y DAAD.
En sus proyectos de investigación ha trabajado la noción de sujeto e identidad centrándose en cuestiones de multiculturalidad, exclusión y conocimiento situado. También ha trabajado sobre el pensamiento de la filósofa postestructuralista Judith Butler y sobre la violencia contra las mujeres en América Latina.

### Estudios de género
Femenías es cofundadora del Instituto Interdisciplinario de Estudios de Género de la Facultad de Filosofía y Letras de la Universidad de Buenos Aires. También es cofundadora y directora de 2008-2016 del Centro Interdisciplinario de Investigaciones en Género de la Universidad Nacional de La Plata además de creadora-directora de la especialización en educación en géneros y sexualidades en la Universidad Nacional de La Plata.
A lo largo de su trayectoria ha participado de numerosas publicaciones en revistas y libros colectivos. En 1988 participó en la creación de la revista Hiparquia, una publicación de la Asociación Argentina de Mujeres en Filosofía (AAMEF) y desde1992 hasta 2017 fue miembro del consejo editorial de la revista Mora.
Sobre las categorías, mujer, género y feminismo considera que las tres tienen un valor en su contexto:
Yo diría que son tres variables distintas y no despreciaría ninguna. Creo que es importante hacer historia de las mujeres, porque siempre estuvimos a lo largo de la historia pero hubo mecanismos históricos que han invisibilizado su presencia.  Cuando hago reclamo por derechos igualitarios ya estoy sumergida en una postura feminista, que puede incluir o no lo otro; y de la misma manera, cuando estoy desvinculando la noción de naturaleza y de cultura como una relación no necesaria y causal, entonces estoy entrando dentro del espacio de gender. Por eso, cuando digo violencia contra las mujeres no es violencia de género. Porque cuando yo quemo a una mujer, estoy quemando a una mujer, pero cuando discrimino a una persona que tiene una elección sexual no mayoritaria, estoy haciendo gender, sea varón o sea mujer.
También es violencia la que nosotras tenemos marcada cotidianamente como femicidios, con todos estos casos de incendiar a mujeres es claramente contra mujeres. En cambio, cuando hay muchas veces agresión sexual puede haber contra niñas y/ o contra niños o adolescentes jóvenes cuya elección sexual no está clara todavía, a veces por la edad o porque su preferencia no es la hegemónica. Ese es otro tipo de violencia, siempre la relación de jerarquización, un superior hegemónico contra un inferior minoritario que se define de diferentes maneras.

### Violencia de género
Femenías indica que existen estructuras sociales que habilitan y facilitan la violencia en general y contra las mujeres en particular. Estas categorías no deben entenderse como compartimentos estancos o cerrados. La filósofa sostiene que no hay que generar categorías que se excluyan, por ejemplo racismo versus sexismo. El sexismo implica racismo, y viceversa - considera-  Hay que flexibilizar algunas miradas y ver que la violencia desborda la categoría en que se ubique. La idea, de la defensa de los derechos no es estática. Frente a esto, Femenías propone estudiar las nuevas formas de violencia.

## Premios y reconocimientos
- 2016 recibió un Premio Nacional Fundación Konex, otorgado anualmente las personalidades o instituciones argentinas más distinguidas en todas las ramas del quehacer nacional que sirvan de ejemplo a la juventud.  Diploma Mérito en la Categoría Humanidades en “Estudios de Género”.[5]

## Publicaciones
Entre sus publicaciones destacan Judith Butler:Introducción a su lectura (1956) 2003; Feminismos de París a La Plata (2006), Perfiles del feminismo iberoamericano, volúmenes 1, 2 y 3. (Años 2002, 2005 y 2007), y Feminist Philosophy in Latin America and Spain (2007), publicado con Amy Oliver.

### Libros
- Ellas lo pensaron antes. Filósofas excluidas de la memoria. (2019) Buenos Aires, LEA. ISBN 978-987-718-643-7
- Antropología filosófica (para no-filósofos). (2016)   Buenos Aires, Waldhuter, (En colaboración) ISBN 978-987-45955-3-9
- Violencia y aspectos del discurso jurídico. (2014)  Rosario, Prohistoria. ISBN 978-987-1855-92-6
- Multiculturalismo, identidad y violencia, (2013) Rosario, Prohistoria, ISBN 978-987-1855-58-9.
- Los ríos subterráneos. Violencias cotidianas. (2013) Rosario, Prohistoria, ISBN 978-987-1855-58-2.
- El género del multiculturalismo, (2007)  Bernal, UNQui, ISBN 978-987-558-115-9.
- Sobre sujeto y género. (Re)Lecturas feministas desde Beauvoir a Butler, (2011)  Rosario, Pro-historia. ISBN 978-987-1855** (Edición ampliada y corregida de la edición de 2000 de la obra, infra).
- Judith Butler (1956), (2003) Madrid, Ediciones Clásicas. ISBN 84-7923-313-3
- Judith Butler: Introducción a su lectura, (2003) Buenos Aires, Catálogos. ISBN 950-895-143-5
- Sobre sujeto y género. Lecturas feministas desde Beauvoir a Butler, (2000) Buenos Aires, Catálogos, 2000, ISBN 950-895-087-0
- ¿Aristóteles filósofo del lenguaje? (2001)  Buenos Aires, Catálogos ISBN 950-895-105-2
- Inferioridad y Exclusión (Un modelo para desarmar), (1996)  Buenos Aires, Grupo Editor Latinoamericano, Colección Nuevo Hacer. Prólogo de Celia Amorós Puente ISBN 950-694-481-4
- Cómo leer a Aristóteles, (1994) Madrid, Júcar, ISBN 84-334-0819-4

### Compilaciones
- Violencia contra las mujeres: La subversión de los discursos, (2016)  Rosario, Pro-historia, ISBN 978-987- 3864-23-0 (En colaboración)
- Violencias cruzadas: Miradas y perspectivas, (2015)  Rosario, Pro-historia, ISBN 978-987- 3864-17-9
- Judith Butler: Las identidades del sujeto opaco, (2015) Con Ariel Martínez, La Plata, Editorial de la FHCE. ISBN 978-950-34-1165-0
- Judith Butler, su filosofía a debate, (2013)  Buenos Aires, Facultad de Filosofía y Letras (UBA), ISBN 978-987-3617-03-4 (en colaboración)
- Una visión crítica de la enseñanza de la filosofía, (2012) Buenos Aires, Catálogos (E-book). ISBN 978-950-985-301-8 (En colaboración)
- Saberes Situados / Teorías Trashumantes, (2011) La Plata, CINIG-IdIHCS, Facultad de Humanidades y Ciencias de la educación, ISBN 978-978-20132-1-9 (en colaboración)
- Simone de Beauvoir: Las encrucijadas de “el otro sexo”, (2010) La Plata, Edulp. ISBN 978-950-34-0665-6 (en colaboración)
- Articulaciones sobre violencia contra las mujeres, (2008) con Élida Aponte La Plata, Edulp, ISBN 978-950-34-0473-7 (En colaboración)
- Perfiles Feminismo Iberoamericano / 3, (2007) Catálogos, ISBN 978-950-895-248-6.
- Feminist Philosophy in Latin America and  (2007)  Rodopi, Series Philosophy in , ISBN 978-90-420-2207-2 (en colaboración)
- Feminismos: De Paris a La Plata (comp.), (2006) Buenos Aires, Catálogos. ISBN 950-895-213-X
- Perfiles del Feminismo Iberoamericano / 2 , (2005) Buenos Aires, Catálogos, ISBN 950-895-188-5
- Perfiles del Feminismo Iberoamericano / 1 (2002), Buenos Aires, Catálogos, ISBN 950-895-130-3
- Mujeres y filosofía: Teoría filosófica de género. (1994) Buenos Aires, CEAL, 2 v. (en colaboración)

### Artículos
- Dos paradigmas del cuerpo: En búsqueda de un locus para el “sujeto”, en Labrys, Études féministes/estudos feministas, janeiro/ junho 2016 - janvier/juillet 2016.
- La Utopía feminista como transgresión Aletria: Revista de Estudos de Literatura, v. 23.1 (2013).  Universidade Federal de Minas Gerais
- Violencias del mundo global: inscripciones e identidades esencializadas” en Pensamiento Iberoamericano, nº 9 (2.ª Época), 2011/12, pp. 85-108, ISSN 0212-0208
- Panorama del feminismo en América Latina” (coordinadora), Labrys, 20, 2011, Universidade de Brasilía, julho-.dezembro.
- Simone de Beauvoir en la tradición ilustrada del ensayo feminista”, en Jornada de Homenaje a Simone de Beauvoir a 100 años de su nacimiento.
- Dossier: Jornada de Homenaje a Simone de Beauvoir. A 100 años de su nacimiento. Compilación y presentación: Beatriz Cagnolati y María Luisa Femenías (2009).
- El juego de las identidades; ciudadanía y exclusión” Labrys, 13  (enero - julio de 2008) Editora: Tania Navarro Swain (Universidade de Brasilía).
- Coordinadora del Foro de Debate sobre “Vetas de Ilustración” de Cèlia Amorós (conferencias plenarias) del IXº Jornadas Nacionales y Historia de las Mujeres y IV Congreso Iberoamericano de Estudios de Género, Universidad Nacional de Rosario - Universitat de les Illes Balears, julio-agosto, 2008.
- Construcción y deconstrucción de identidades: Algunas observaciones en torno a la violencia” Labrys, 10 (julio-diciembre de 2006), Editoria: Tania Navarro Swain (Universidade de Brasilía). Disponible en:
- Feminismos en la Argentina” Dossier, compiladora. Labrys, 8 (julio-diciembre de 2005), Tania Navarro Swain (ed.) (Universidade de Brasilía).